# ناتالیا مورسکووا
ناتالیا مورسکووا (روسی: Наталья Геннадьевна Морскова؛ زادهٔ ۱۷ ژانویهٔ ۱۹۶۶) بازیکن هندبال اهل اتحاد جماهیر شوروی سوسیالیستی است.